# Havlíčkobrodský tunel
Havlíčkobrodský tunel je železniční tunel č. 224 na katastrálním území Havlíčkův Brod v km 116,401–117,024 železniční trati Brno – Havlíčkův Brod ve stanici Havlíčkův Brod směrem k zastávce Pohledští Dvořáci.

## Historie
Výstavba trati byla zahájena v roce 1938 a po přerušení druhou světovou válkou pokračovala v roce 1948. Celá trať byla zprovozněna jako novostavba v roce 1953, kdy nahradila tři místní dráhy z přelomu 19. a 20. století. Na trati se nachází celkem osm tunelů (Obřanský, Cacovický, Husovický, Královopolský, Loučský, Lubenský, Níhovský a Havlíčkobrodský). Na konci druhé světové války byla snaha využít tunel jako součást podzemní rafinérie. Do provozu byl uveden 9. prosince 1953. V roce 2015 trať byla revitalizována.

## Geologie a geomorfologie
Tunel se nachází v geomorfologické oblasti Českomoravské vrchoviny,  celku Hornosázavské pahorkatiny na rozhraní s:
- podcelkem Havlíčkobrodská pahorkatina s okrskem Chotěbořská pahorkatina a

- podcelkem Jihlavsko-sázavská brázda s okrskem Pohledská pahorkatina.

Z geologického hlediska je oblast tvořena rulami a biotitickými rulami.

## Popis
Dvojkolejný tunel byl postaven v ostrém pravém směrovém oblouku na železniční trati Brno – Havlíčkův Brod mezi zastávkou Pohledští Dvořáci a stanicí Havlíčkův Brod. Stavba tunelu byla zahájena v roce 1941 systémem odstřelu a výrubu s rychlostí postupu čtyři metry za den. Po proražení v červenci roku 1942 byl tunel vyzděn žulovými kvádry.
Tunel leží v nadmořské výšce 425 m a je dlouhý 623 m.